# تكوين الأمين غير متجانس الحلقة في اللحوم

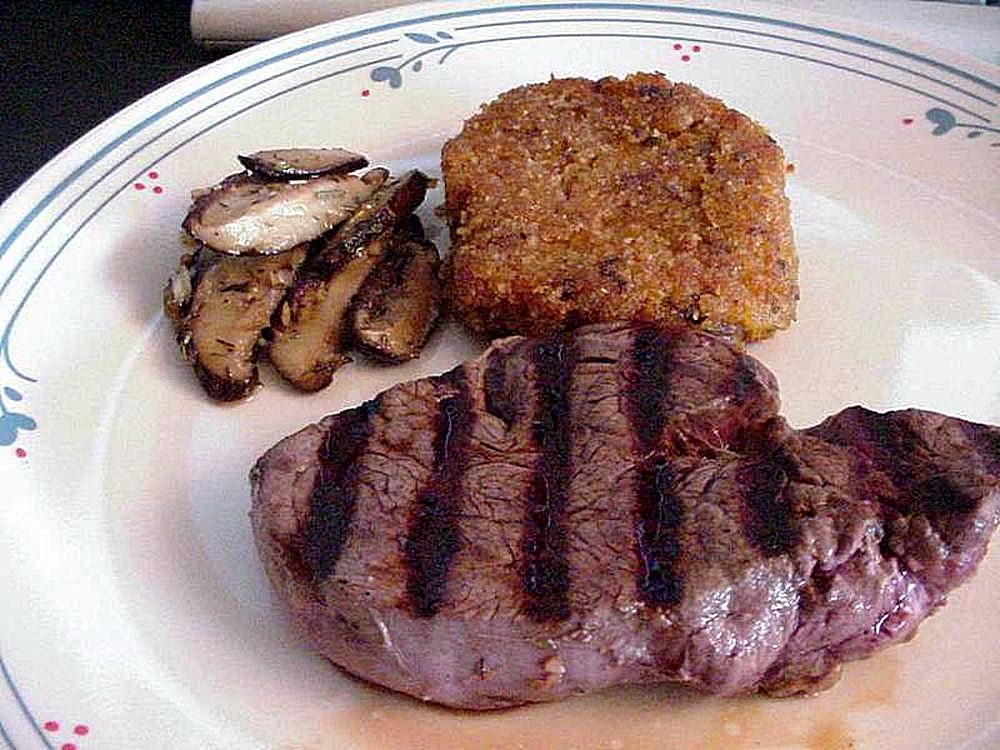

الأمينات غير متجانسة الحلقة هي مجموعة من المركبات الكيميائية، يمكن تكوين الكثير منها أثناء الطهي. توجد في اللحوم التي تُطهى إلى مرحلة الإتقان، وفي كل المرقات، وفي أسطح اللحم التي تُظهر قشرة بنية أو سوداء. تظهر الدراسات الوبائية ارتباطا بين تناول الأمينات غير متجانسة الحلقة وسرطان القولون والمستقيم والثدي والبروستاتا والبنكرياس والرئة والمعدة، والمريء وتدعم تجارب الحيوانات الغذائية وجود علاقة سببية. وصفت دائرة الصحة العامة التابعة لوزارة الصحة والخدمات الإنسانية الأمريكية العديد من الأمينات غير المتجانسة كمواد مسرطنة محتملة في تقريرها الثالث عشر عن المواد المسرطنة. التغيير في تقنيات الطبخ تقلل من مستوى الأمينات غير متجانسة الحلقة.

## المركبات
يقع أكثر من 20 مركب في فئة الأمينات غير متجانسة الحلقة، وكثيرا ما يتم اختصارها HCAs. يوضح الجدول 1 الأسماء الكيميائية والاختصارات للمركبات الأكثر شيوعا للدراسة.
| الاسم الكيميائي                                        | الاختصار | سنة الاكتشاف |
| 2-أمينو-3-ميثيل أميد أزو [4,5-و] كينولين               | IQ       | 1980         |
| 2- أمينو-3,4-ثنائي ميثيل أميد أزو [4,5-و] كينولين      | MeIQ     | 1980         |
| 2-أمينو -3,8- ثنائي ميثيل أميد أزو [4,5-و] كينأوكسالين | MeIQx    | 1981         |
| 2-أمينو -1-ميثيل-6-فينيل أميد أزو [4,5-و] بيريدين      | PhIP     | 1986         |

كل هذه المركبات الأربعة متضمنة في التقرير الثالث عشر حول المواد المسرطنة.

## اللحوم
تتكون المركبات الموجودة في اللحوم عند تسخين الكيرياتينين (حمض أميني غير بروتيني يوجد في الأنسجة العضلية) وأحماض أمينية أخرى والسكريات الأحادية معا عند درجة حرارة عالية (125-300o درجة سيليزية أو 275-572o فهرنهايت) أو طبخها لمدة طويلة. تتكون HCAs عند الحد الأدنى من هذا النطاق عندما تكون مدة الطبخ طويلة، وعند نهاية النطاق تتكون HCAs في غضون دقائق.